# Zygonyx immaculatus
Zygonyx immaculatus är en trollsländeart som beskrevs av Fraser 1933. Zygonyx immaculatus ingår i släktet Zygonyx och familjen segeltrollsländor. Inga underarter finns listade i Catalogue of Life.